# Oxtotitlán

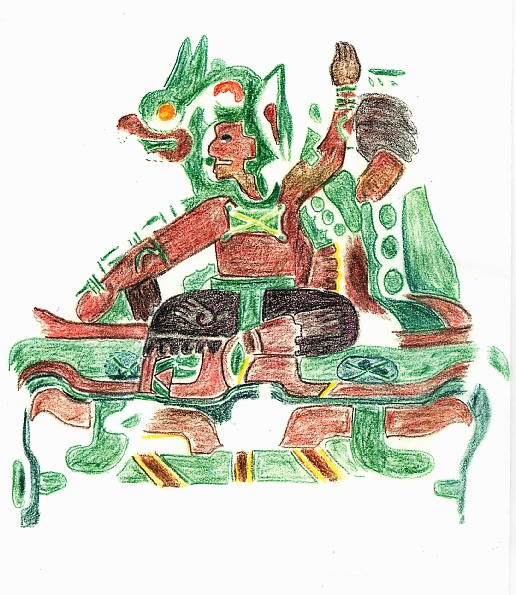
Recriação artística do Mural 1, mostrando um governante envergando o foi identificado como um fato de coruja, sentado num trono.

Oxtotitlán relativamente aos principais sítios arqueológicos do período pré-clássico com influências olmecas.

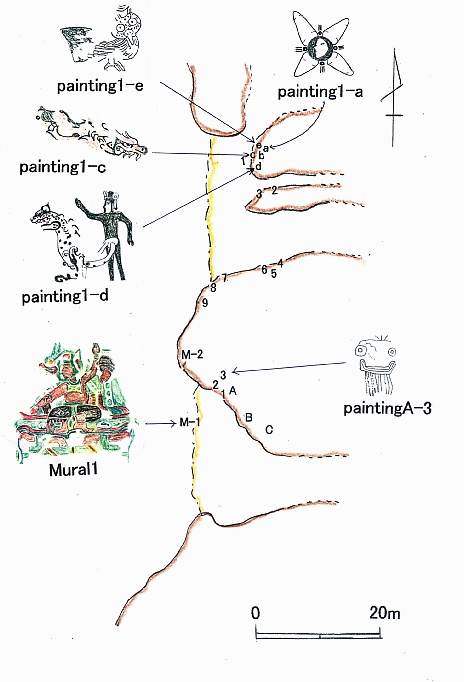
Uma planta dos algares de Oxtotitlán, mostrando as localizações das várias pinturas. As linhas amarelas representam as entradas dos algares, enquanto as linhas castanhas representam as paredes dos algares.

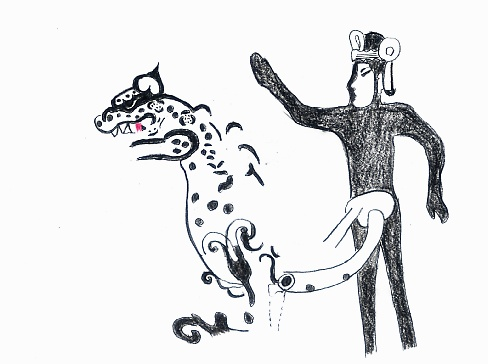
Recriação artística da pintura 1-D, mostrando a silhueta de um governante e um jaguar de patas dianteiras levantadas.

Oxtotitlán é um abrigo rochoso natural e sítio arqueológico no estado mexicano de Guerrero que contém murais ligados a motivos e iconografia olmecas. Juntamente com as vizinhas grutas de Juxtlahuaca, as pinturas rupestres de Oxtotitlán representam "a mais antiga arte pintada sofisticada da Mesoamérica." Porém, ao contrário de Juxtlahuaca, em Oxtotitlán as pinturas não se situam nas profundezas de um sistema de cavernas, ocupando antes dois pequenos algares na parede de um penhasco.
São atribuídas várias idades às pinturas desde talvez 900 a.C. ou 800 a 500 a.C.. Não se sabe que grupo ou sociedade foi responsável pela sua execução. Tampouco se conhece a razão pela qual pinturas com influência olmeca foram pintadas a centenas de quilómetros da área nuclear olmeca, ainda que as grutas sejam proeminentes em muitos monumentos de estilo olmeca, incluindo os altares 4 e 5 de La Venta.

## Distribuição
As pinturas distribuem-se por três áreas com distintos tipos de pintura. As pinturas do algar norte são mais pequenas, criadas usando um pigmento negro, e nelas encontram-se representados animais, seres humanos e criaturas fantásticas. Em claro contraste, as pinturas do algar sul são vermelhas e geralmente mostram desenhos geométricos. Entre os algares norte e sul situam-se dois grandes murais policromáticos.

## Descrição
O mural 1 situa-se acima da entrada do algar sul, e retrata provavelmente um governante sentado sobre um trono semelhante aos altares 4 e 5 de La Venta. Os olhos de um monstro das cavernas, exibindo barras cruzadas olmecas, podem ser vistos na aresta superior do trono (de notar que o governante está vestido com uma peça peitoral com barras cruzadas, talvez relacionando-o directamente com o monstro).
O governante, pintado em tons vibrantes de vermelho, verde e castanho, ostenta uma máscara de ave, geralmente identificada como sendo uma coruja, bem como uma veste de plumas verdes. Sentado no trono, a sua perna esquerda encontra-se recolhida sob o corpo enquanto a perna direita se encontra dependurada, de modo semelhante a uma pose encontrada no monumento 9 de Laguna de los Cerros.
Com 3 metros por 2 metros, o mural 2 é ainda maior que o mural 1, mas a sua pintura exposta foi quase totalmente desgastada ao longo dos milénios e é actualmente quase impossível de reconhecer. Parece representar um humano com vestes de jaguar ou de outro modo relacionado com um jaguar.
Digna de especial relevo é "a mais impressionante criação" do algar norte, a pintura 1-D, que mostra um homem itifálico que se encontra atrás do que parece ser um jaguar apoiado apenas nas suas patas traseiras. O homem está pintado com uma silhueta preta e usa um ornamento na cabeça. Os seus órgãos genitais exageradamente grandes apontados para o jaguar levaram à especulação de que se trata de uma cena de um homem copulando com um jaguar.

## Preservação e visitação
Nos 30 anos que se seguiram à sua redescoberta, o sítio foi alvo de grafites e pouca manutenção. Tal situação só foi alterada em 2002 através do trabalho de restauro de Sandra Cruz, sob os auspícios da Coordenação Nacional de Conservação do Património Cultural, INAH-Churubusco.
Apesar de as pinturas poderem ainda ser visitadas, os visitantes têm que registar-se antecipadamente junto dos conservadores locais na vila de Acatlán.